# Anthaxia coomani
Anthaxia coomani es una especie de escarabajo del género Anthaxia, familia Buprestidae. Fue descrita científicamente por Baudon en 1963.